# Mecanismo de movimiento paralelo de Watt

Animación del movimiento paralelo de James Watt

El mecanismo de movimiento paralelo es una conexión mecánica  inventada por el ingeniero escocés James Watt en 1784 para su motor de vapor de doble acción. Permite transmitir el movimiento de una barra que se desplaza arriba y abajo a una viga que pivota sobre un punto, sin introducir tensiones laterales en la barra.

## Descripción

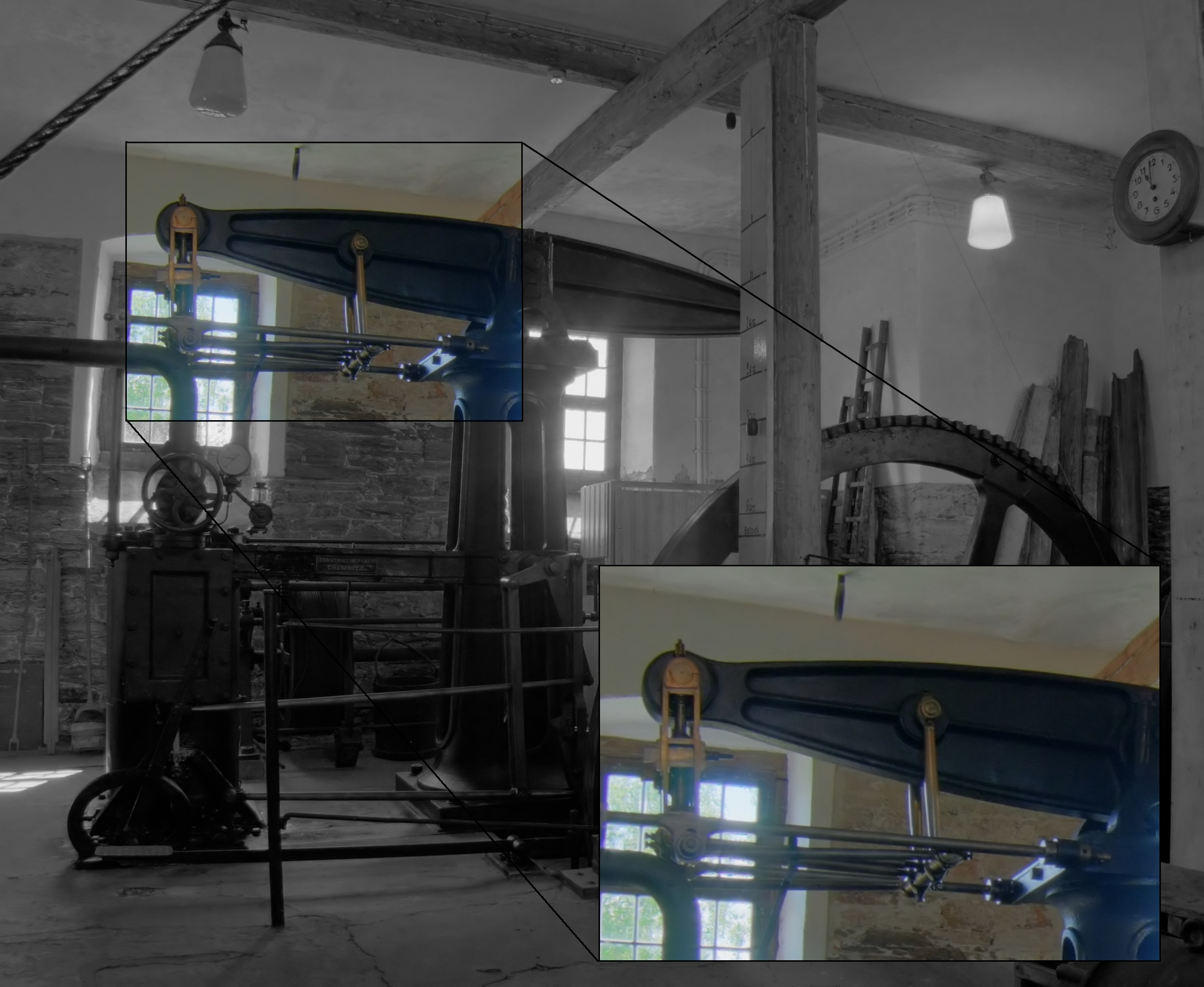
El mecanismo de movimiento paralelo de Watt en un motor de bombeo

En los motores anteriores construidos por Newcomen y Watt, el pistón accionaba una viga en balancín tirando de uno sus extremos mediante una cadena,  recuperando su posición inicial gracias al efecto de contrapeso de la bomba, unida al otro extremo de la viga del balancín por una segunda cadena. En los nuevos motores de doble acción, el pistón tira hacia abajo y empuja hacia arriba en ciclos alternos, por lo que una cadena no podía transmitir el movimiento ascendente a la viga. Watt diseñó el mecanismo de movimiento paralelo para poder transmitir la fuerza del pistón a la viga en ambos sentidos, manteniendo la varilla del pistón (rígidamente unida a éste) siempre en posición vertical. Lo denominó "movimiento paralelo" porque tanto el pistón del motor como la varilla que accionaba la bomba se movían verticalmente, paralelos entre sí.

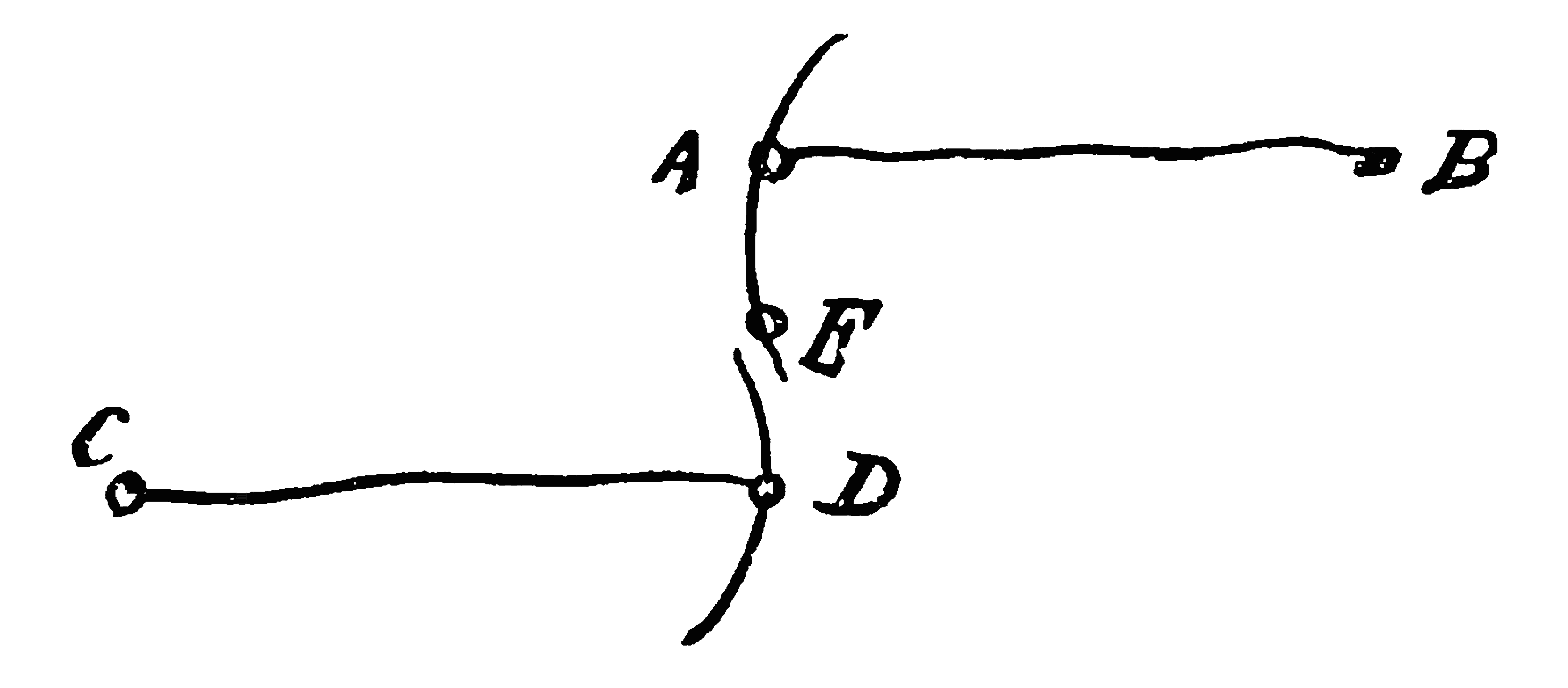
Esquema a mano alzada dibujado en una carta de James Watt a su hijo.

En una carta de 1808 a su hijo, mientras explica cómo llegó al diseño del mecanismo, James Watt escribió: "Estoy más orgulloso del movimiento paralelo que de cualquier otra invención que haya hecho nunca". De hecho, en el croquis figura el denominado mecanismo de Watt (descrito en su patente de 1784), superado inmediatamente por el diseño del movimiento paralelo.
El movimiento paralelo difiere del mecanismo de Watt por la incorporación al diseño de una  conexión de pantógrafo adicional. Esta mejora no afectaba al principio fundamental de funcionamiento del sistema, pero al ser la conexión más compacta, permitía reducir sensiblemente el tamaño de las salas de motores.

## Principio de funcionamiento

Esquema del movimiento paralelo del Watt

(Ver el esquema adjunto). A es el punto de pivote de la viga de balancín KAC, que bascula sobre A. H es el pistón, que puede desplazarse verticalmente, pero no en horizontal. El núcleo del diseño es la conexión articulada de cuatro barras: AB, BE y EG, más la barra virtual de base AG, con sus dos extremos fijos. Cuando la viga se balancea, el punto F (dibujado únicamente para facilitar esta explicación) describe en el aire una figura elongada en forma de ocho. Dado que la viga del balancín en su movimiento de vaivén recorre un ángulo pequeño, F describe solo una pequeña sección de la figura en forma de ocho, bastante próxima a una línea recta vertical. La figura en ocho es simétrica por ser los brazos AB y EG de igual longitud, y más recta cuándo la proporción entre BF y FE es similar a la proporción entre AB y EG. Si la carrera vertical (es decir, el recorrido máximo de F) es S, entonces la sección recta es más larga cuando BE es alrededor de 2/3 de S y AB es 1.5 S.
Habría sido posible conectar F directamente a la varilla del pistón (como en el diseño del mecanismo de Watt), pero esto habría hecho que la máquina tuviera una forma incómoda, con G a gran distancia del extremo de la viga del balancín. Para evitar esto, Watt añadió la conexión del paralelogramo BCDE formando un pantógrafo. Esto garantiza que F siempre quede situado en una línea recta entre A y D, y por lo tanto, que el movimiento de D sea una versión aumentada del movimiento de F. Por lo tanto, D es el punto al que la varilla del pistón DH se sujeta. Como ya se ha señalado, la adición del pantógrafo también hizo el mecanismo más corto,  permitiendo reducir el tamaño de las salas de motores.
La trayectoria del punto F no es una línea recta perfecta, es meramente una aproximación. El diseño de Watt produce una desviación de aproximadamente 1/4000 de una línea recta teórica. Posteriormente, en el siglo XIX, se inventaron conexiones capaces de describir líneas rectas perfectas, empezando con el Mecanismo de Peaucellier-Lipkin de 1864.